# Kruzifix (Veit Stoß)

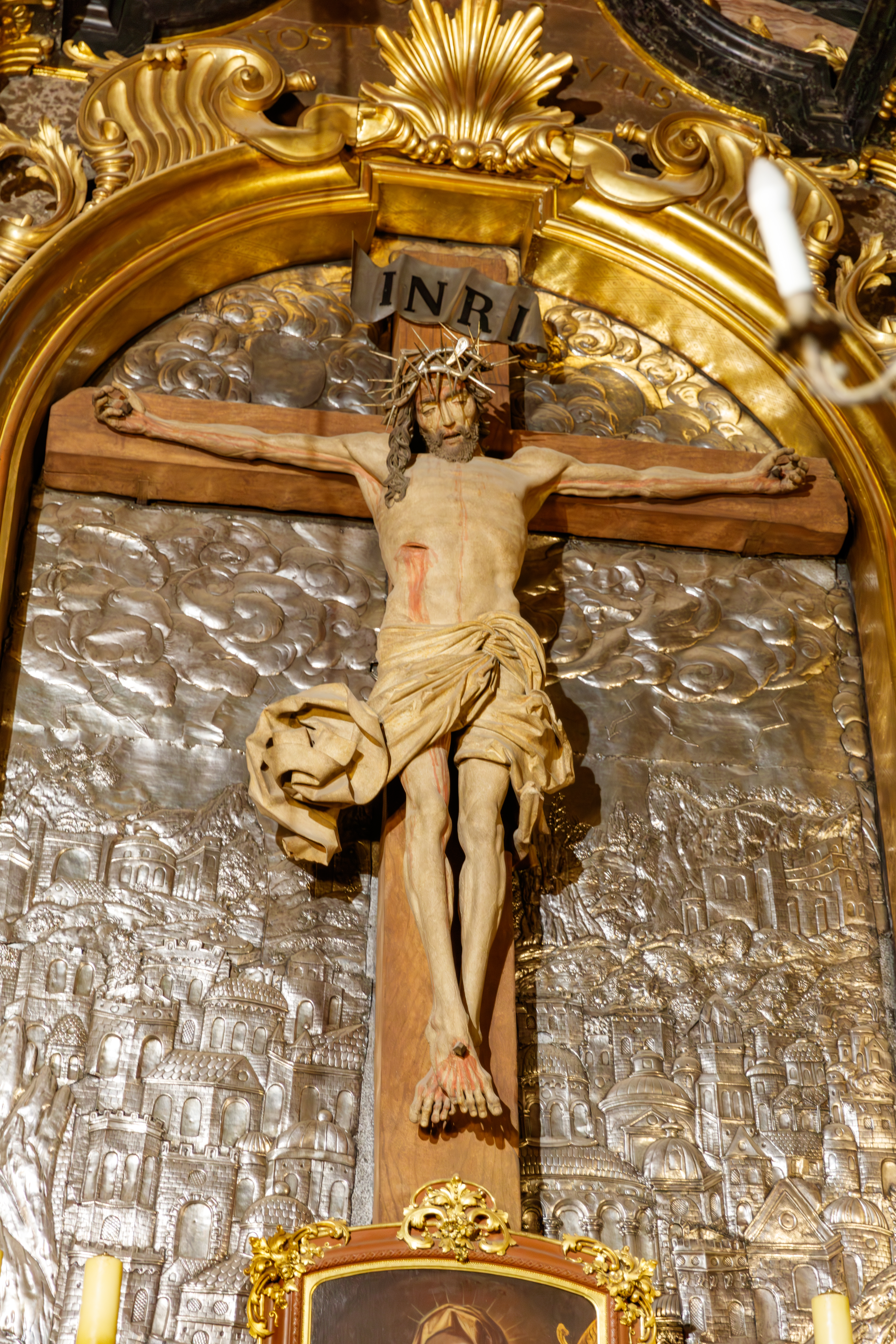
Kruzifix des Veit Stoß, Krakau

Das Kruzifix von Veit Stoß ist eine um 1491 geschaffene, farbig gefasste Steinskulptur, die heute in dem südlichen Seitenschiff der  Marienbasilika in Krakau in einem barocken Altar aufbewahrt wird. Es wird nach seinem Stifter, dem Krakauer Münzmeister Heinrich Slacker, auch Slacker-Kruzifix genannt.

## Beschreibung
Die Skulptur ist im spätgotischen Stil aus Kalkstein aus Pińczów gefertigt. Christus wird als Schmerzensmann mit angespannten Muskeln in fast symmetrischer Pose dargestellt. In seiner Darstellung ist der Einfluss der Kunst von Niclas Gerhaert van Leyden unübersehbar. Stoß hielt den Moment der Agonie Christi fest. Mit gesenktem Blick schaut Christus den Betrachter an. Gemäß dem Testament von Slacker sollte das Kruzifix im Heiligkreuzaltar der Marienbasilika aufgestellt werden. Möglich ist auch, dass es zunächst an einer der Außenwände der Kirche angebracht worden ist. Möglich ist auch, dass es sich um eine Gruppe handelte, von der die Figuren der Maria und des Johannes nicht mehr erhalten sind.